# ウダノキ
ウダノキ（学名: Lannea coromandelica）とはウルシ科の高木の一種である。インド亜大陸から中華人民共和国およびインドシナにかけて分布する（参照: #分布）。原産地においては木材などとして利用される（参照: #利用）。
「ウダ」は渡辺 (1945) において南インドのタミル語でこの植物を指す語とされているが、実際のタミル語では ஒதி オジ あるいは ஒதியமரம் オジヤマラム という（参照: #諸言語における呼称）。

## 分布
パキスタン、インド（アッサム州を含む）、スリランカ、ネパール、東ヒマラヤ、バングラデシュ、ミャンマー、タイ、カンボジア、ラオス、ベトナム、中華人民共和国（南中央部および南東部）に生育する。
南インドではほとんどの県（英: districts）の落葉樹林に普通に見られる。

## 特徴
雌雄異株の落葉（ただし南インドの東海岸ではほぼ常緑）中高木で、枝が密生し、樹脂は黄色い。
樹皮は少なくとも南インドにおいては灰色で平滑、小さく不規則かつ丸く剥げ落ちる。
葉は羽状複葉で30-50センチメートル、小葉3-6対を有し、枝端に束生する。
花は単性花で小さく緑黄色、雄花は複総状花序、雌花は単総状花序である。
果実はマンゴーに似るがそれよりも小形であり、赤い核果で卵形、半腎臓形、長さ1.3センチメートル、光沢が見られる。

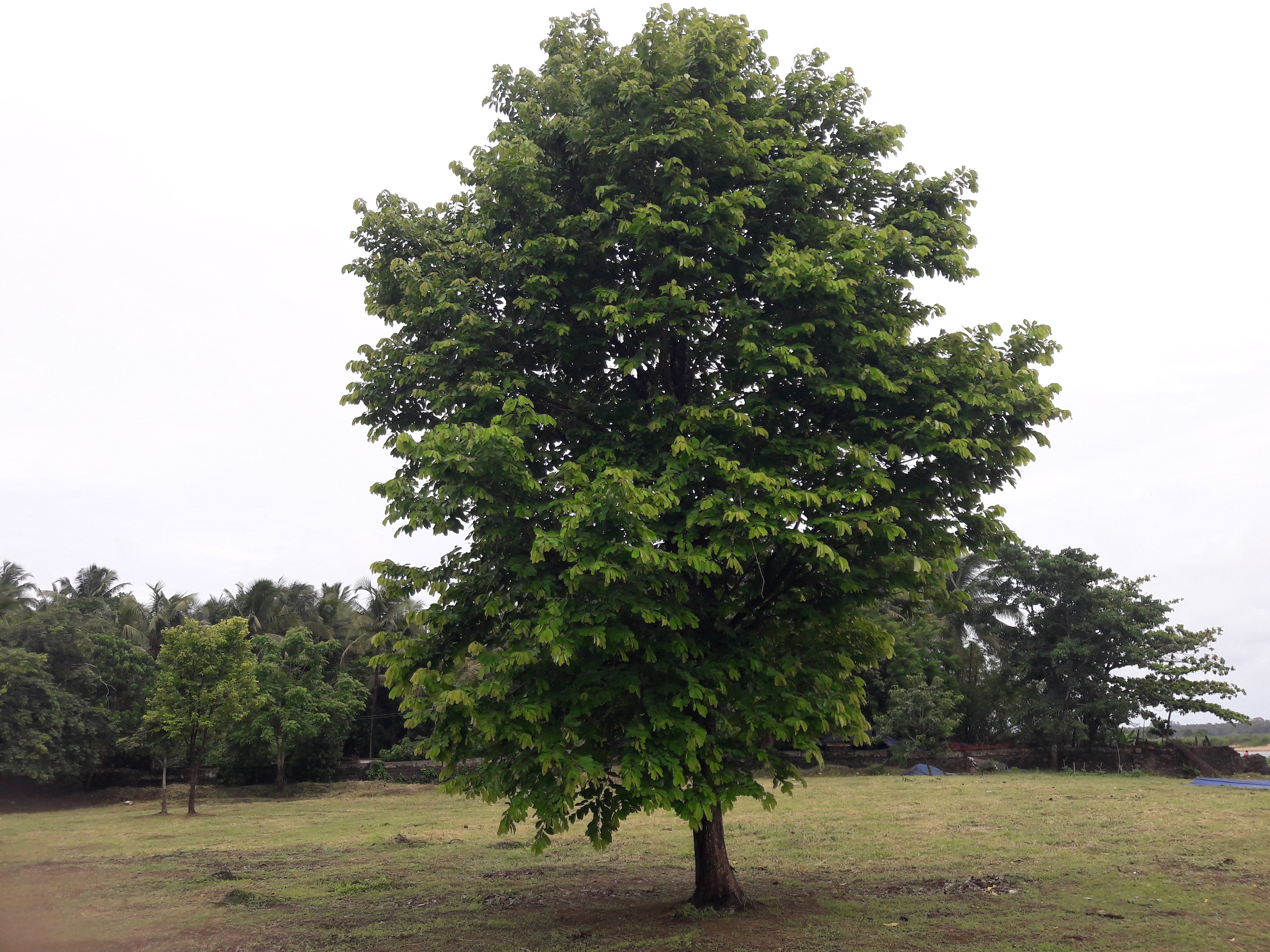
全体。
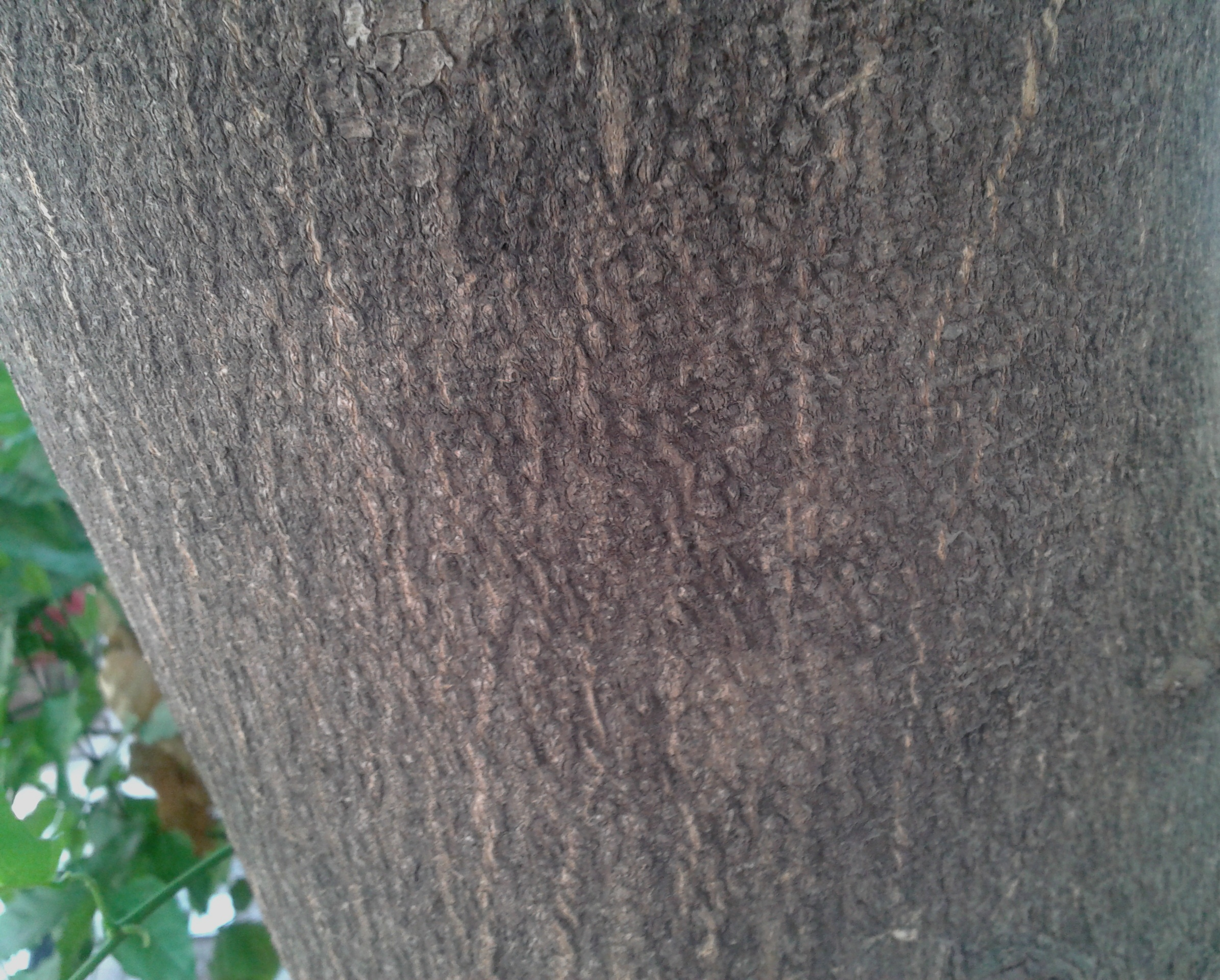
樹皮。
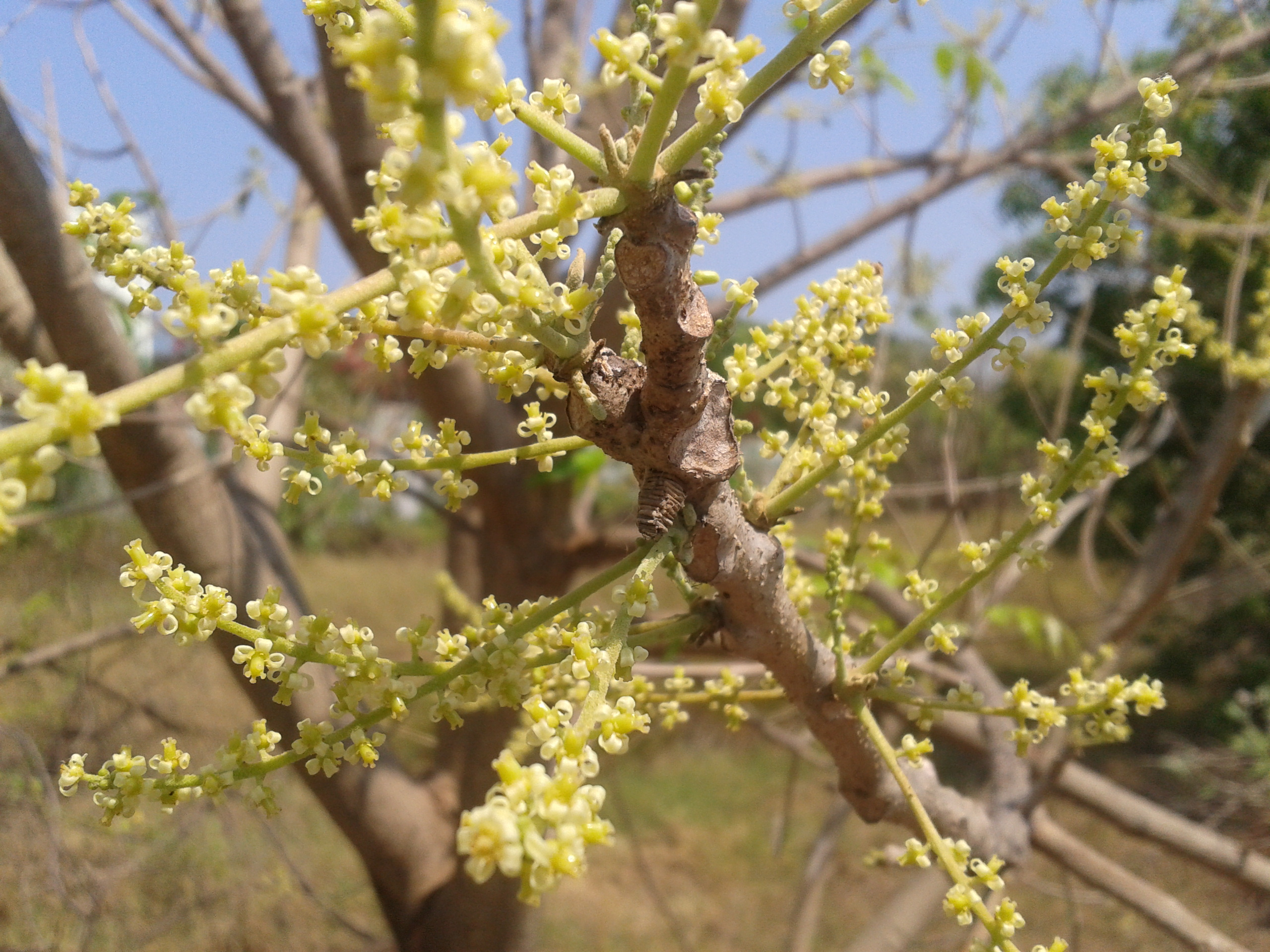
花期の姿。
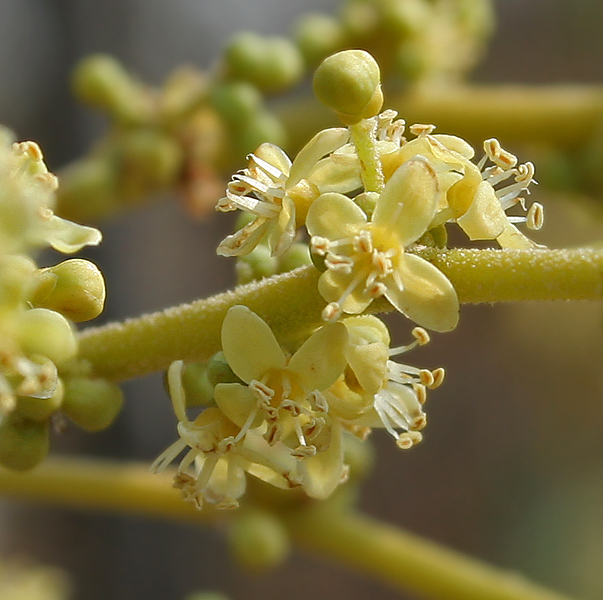
花。
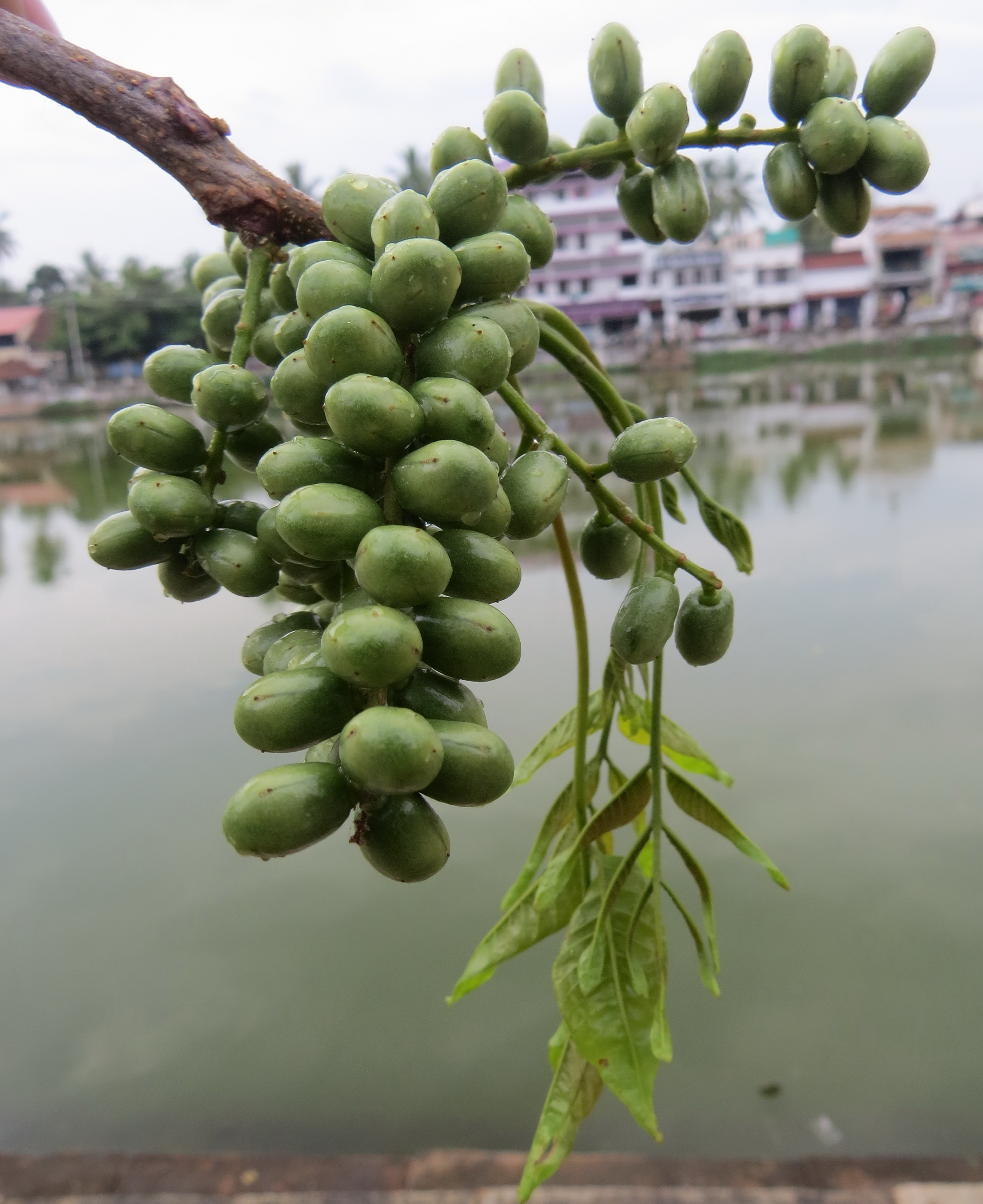
果実。

## 利用
木材に利用価値がある。材は淡赤褐色で辺材の幅は広く気乾比重0.55、乾燥は困難、耐久性や抗虫菌性は小さい。板類、箱、一般家具、彫刻、旋削に用いられる。ミャンマー（ビルマ）では刃物（ビルマ語: ဓား ダー）の鞘作りに用いられてきたが、心材はほとんど朽ちないと言われ、境界の柱作りに重宝されてきた。
ほかに枝がゾウやウシの飼料とされたり、樹脂が製紙のサイズ剤・布プリント・漂白剤（石灰と混ぜて）・民間薬に利用される。
一方で南インドのタミル語圏では何の役にも立たない木と見做され、〈役に立たない人〉という意味合いでことわざに用いられる場合がある（例: ஒதி பெருத்துத் தூண் ஆமா? (oti peruttut tūṇ āmā?)〈ウダノキが膨れても柱になるか？〉; ஒதிய மரமும் ஒரு சமயத்துக்கு உதவும். (otiya maramum oru camayattukku utavum.)〈ウダノキもしばらくは役に立つ。〉）。

## 諸言語における呼称
スリランカ:
- シンハラ語: හික් (hik)[9]

インド:
- カンナダ語: ಗೊದ್ದ (godda)、ಗೊಜ್ಜಲ (gojjala)[10]、ಉಡಿ (uḍi)、ಅಜಶೃಂಗಿ (ajaśr̥ṅgi)、ಕುರುಟಿಗೆ (kuruṭige);〔種子〕ಕುರಟಿಕೆ (kuraṭike)、ಕುರಟಿಗೆ (kuraṭige)、ಕುರುಟಿಕೆ (kuruṭike)、ಕೊರಟಿಗೆ (koraṭige) - 左記のうち ಅಜಶೃಂಗಿ (ajaśr̥ṅgi) は文字通りには〈ヤギの角〉で、果実の形がヤギの角に似るとされる[11]。
- サンスクリット: अजशृङ्गी (ajaśr̥ṅgī-)、विषाणी (viṣāṇī-)[12]、जिङ्गिनी (jiṅginī-)[13]、सर्पदंष्ट्रिका (sarpadaṃṣṭrikā-)[14] - 左記のうち ajaśr̥ṅgī- は aja-〈ヤギ〉+ śr̥ṅga-〈角〉+ -ī からなり、文字通りには〈ヤギの角〉を意味する。
- タミル語: ஒதி [oðɨ] オジ、ஒதியமரம் [oðɨjəməɾəm] オジヤマラム[7]
- テルグ語: ఒద్ది (oddi)、దుష్టుపాకు (duṣṭupāku)、దుష్టుపుచెట్టు (duṣṭupuceṭṭu)、బైసిమాలుచెట్టు (baisimāluceṭṭu) - 左記のうち బైసిమాలుచెట్టు (baisimāluceṭṭu) は文字通りには〈恥知らずの木〉という意味合いで、暑くなると葉が落ちて丸坊主になることからこの名で呼ばれた[15]。
- ヒンディー語: झींगन /d͡ʒʱiːŋɡən/ ジーンガン[16]
- マラーティー語: मोई (moī)[17]
- マラヤーラム語: ഉതി (uti)、ഒതി (oti)、കലശം (kalaśaṃ)[18]

バングラデシュおよびインド:
- ベンガル語: জিওল /ɟiol/ ジオル、জিয়ল /ɟiol/ ジオル[13]

ミャンマー:
- ビルマ語: နှံပဲ /nəbɛ́/ ナベー

タイ:
- タイ語: อ้อยช้าง /ʔɔ̂ːj t͡ɕʰáːŋ/ オーイ・チャーン、กุ๊ก /kúk/ クック

マレーシア:
- マレー語: kayu kuda[5]